# Living on My Own
Singles de Freddie Mercury
Made in Heaven
(1985) Love Me Like There's No Tomorrow
(1985)
Pistes de Mr. Bad Guy
Made in Heaven Time
Living on My Own est une chanson écrite, composée et interprétée par Freddie Mercury et parue sur le premier album solo du chanteur, Mr. Bad Guy, en 1985.

## Historique

### Le clip
Le clip vidéo de Living on My Own montre Freddie Mercury dans une fête costumée à Munich à l'occasion de son trente-neuvième anniversaire. Il porte une veste de général avec un legging à carreaux blanc et noir, et une paire de tennis Adidas blanches à rayures noires.

### Le succès international en 1993
Alors que la version originale sortie en 1985 est passée inaperçue (50e des charts britanniques et non classée dans les autres pays), un remix dance de ce titre apparait sur les ondes radio, en 1993, et devient un succès joué dans les clubs du monde entier (le single se classe numéro un en France durant plusieurs semaines,). Le remix est signé Serge Rameakers, Colin Peter et Carl Ward pour No More Brothers Productions. Le single est vendu à plusieurs milliers d'exemplaires ; il comporte un second titre, lui aussi un remix du morceau original, intitulé Living on My Own (L.A. Remix) — « L.A. » pour Los Angeles.

## Classements
| Classement (1985)              | Meilleure place |
| ------------------------------ | --------------- |
| Royaume-Uni (UK Singles Chart) | 50              |

| Classement (1993-94)                   | Meilleure place |
| -------------------------------------- | --------------- |
| Autriche (Ö3 Austria Top 40)           | 2               |
| Belgique (Flandre Ultratop 50 Singles) | 2               |
| France (SNEP)                          | 1               |
| Norvège (VG-lista)                     | 1               |
| Pays-Bas (Single Top 100)              | 2               |
| Pays-Bas (Single Tip)                  | 19              |
| Pays-Bas (Nederlandse Top 40)          | 2               |
| Royaume-Uni (UK Singles Chart)         | 1               |
| Suède (Sverigetopplistan)              | 1               |
| Suisse (Schweizer Hitparade)           | 2               |

## Reprises de 2002 à 2009
Deux remix de ce titre sont apparus : The Egg Remix, dans un style house music électronique, et Mr Vinx, une version trance.[réf. nécessaire]